# قیچک
قِـیچَک یا غیژک یکی از سازهای زهی در موسیقی ایرانی است که مانند کمانچه با آرشه نواخته می‌شود. جنس کاسهٔ طنینی قیچک از چوب گردو یا توت بوده و سیم‌های آن فلزی هستند. این ساز دارای قدمت بسیار زیادی است و در موسیقی نواحی  ایران کاربرد فراوانی داشته و دارد. این ساز از نظر نوازندگی شبیه به ویولن‌سل است و حتی در نوع بزرگ‌تر آن که به قیچک بم معروف است، از آرشهٔ ویولن‌سل استفاده می‌شود. همچنین مانند تار دارای دو کاسه است ولی ترکیب آن با تار متفاوت می‌باشد. برای نمونه، دهانه آن برای تشدید صداهایی است که از پشت خرک در کاسهٔ پایین طنین می‌‌افکند.

## شکل ساز
شکم ساز از دو قسمت مجزا از یکدیگر تشکیل یافته. قسمت تحتانی کوچک‌تر و به شکل نیم کره است که بر سطح مقطع جلو پوست کشیده شده و خرک ساز روی پوست قرار دارد. قسمت بالایی بزرگ‌تر، مثل چتری روی قسمت پایینی قرارگرفته و هر دو قسمت توسط سطح منحنی از عقب به هم اتصال یافته‌اند و در نتیجه در جلو یا بین دو قسمت، حفره‌ای تشکیل‌شده است. سطح جلویی قسمت بالا، جز در ناحیهٔ وسط که زیر گردن ساز قرارگرفته به‌صورت دو شکاف پهن باز است.
دسته ساز تقریباً در نصف طول خودروی شکم قرارگرفته و نیمهٔ دیگر در بالا به جعبهٔ گوشی‌ها متصل است. دسته فاقد پرده (دستان) است.

## خاستگاه
ساز قیچک اساساً محلی است و بیشترین رواج را در نواحی جنوب شرقی ایران و خصوصاً استان سیستان و بلوچستان ، استان کرمان و هرمزگان دارد. در سال‌های اخیر این ساز در شهرهای دیگر نیز استفاده می‌شود. در آن نواحی طبق عقیده و سنت اهالی، برای معالجه امراض به‌کار می‌رود. (نیاز به منابع بیشتر)

قیچک بلوچستان از لحاظ تکنیک اجرایی و ساختمان در شمال و جنوب با تغییراتی همراه است ، برای مثال نوازندگی قیچک در میناب با منطقه سرحد متفاوت است که دلیل آن خاستگاه متفاوت مردمان هر منطقه از موسیقی و ساز است .
این ساز بخش عمده ای از رپرتوآر اجرایی سرزمین بلوچستان را بر عهده دارد ، نکته ای که این ساز را از دیگر آلات موسیقی بلوچستان متمایز می سازد قابلیت های اجرایی آن در موسیقی سازی و توانایی بالا برای همراهی با آواز است .
با توجه به اینکه موسیقی آوازی در این سرزمین های جنوب شرقی ایران از ارجحیت بیشتری نسبت به گونه سازی در میان مردمان برخوردار است همراهی قیچک با آواز موجب شده که این ساز به بخشی جدا نشدنی از موسیقی مردمان بلوچستان تبدیل شود .
گویش مردمان بلوچستان یکی از شاخصه های موسیقی آنها محسوب می شود ، تحریرها با فواصل پرش دار و اجرای پی در پی نغمات در برخی از مقام ها لحن اصلی ساز قیچک را نیز تشکیل می دهد به طوریکه با شنیدن صدای این ساز می توان دریافت که متعلق به بلوچستان است .
موسیقی منطقه بلوچستان دارای شاخصه هایی است که ریشه در نگاه اسطوره ای مردمان این مناطق دارد ، مردمان بلوچستان برای هر مراسمی موسیقی خاص خود را دارند .
قیچک بلوچی از 3 سیم اصلی و 5 سیم هارمونیک تشکیل شده است که با آرشه ای که از موسیقی دم اسب است نواخته می شود.
یکی دیگر از شاخصه های قابل توجه قیچک بلوچستان تکنیک اجرایی این ساز است ، به گونه ای که در زبان علمی موسیقی به آن فلاژوله می گویند ، این اصطلاح به آن معناست که نوازنده به جای فشار دادن سیم بر روی دسته برای تولید نت موسیقایی ، تنها آن را لمس می کند که این مهم قابلیت های منحصر به فردی را برای این ساز مهیا می کند .
در شمال افغانستان نیز قیچک در موسیقی سنتی رواج وسیعی دارد. در ولایات مثل بغلان، کندز و بلخ از قیچک در محافل عروسی و دیگر مراسم خوشی استفاده می‌شود.

## انواع قیچک
با رواج بیشتر قیچک، با حمایت وزارت فرهنگ و هنر وقت ساختمان و کوک آن تکمیل و تنظیم شد و سه گونه قیچک تکمیل‌تر به نام‌های قیچک سوپرانو (به طول ۵۶٫۵ سانتی‌متر)، قیچک آلتو (۶۳ سانتیمتر) و قیچک باس به همان نسبت بزرگ‌تر ساخته‌اند. وسعت هریک از این انواع حدود سه اکتاو است. قیچک سوپرانو سازی است که قابلیت تکنوازی و همنوازی هر دو را حائز است ولی دو نوع دیگر (آلتو و باس) بیشتر به منظور همنوازی در ارکستر به کار می‌رود. آرشهٔ قیچک، پس از استاندارد سازی، عیناً همان آرشه ویولن است.

## سازندگان و نوازندگان قیچک
از نوازندگان به نام این ساز می‌توان به دین محمد زنگشاهی و حسین فرهادپور
و از سازندگان به نام این ساز می‌توان به محمدرضا ایلدار ژاله و حسین قلمی اشاره کرد.